# Nicolas Tackian
 (décembre 2023).
Nicolas Tackian ou Niko Tackian est un scénariste, réalisateur et romancier français d’origine arménienne né le 5 avril 1973 à Paris.

## Biographie
Après des études de droit et histoire de l’art, Nicolas Tackian a été journaliste et rédacteur en chef de différents magazines de presse avant de devenir scénariste. Il devient auteur de bande dessinée et signe son premier projet aux éditions Semic, avant de rejoindre l'équipe de Soleil Productions avec laquelle il signe plus de trente albums, portant sur des genres comme : thriller ésotérique, science-fiction, dark fantasy, anticipation, polar, fantastique.
Il devient également scénariste pour la télévision et signe plusieurs épisodes de séries télévisées (Inquisitio, Main courante, La Cour des grands, Le Repaire de la vouivre) et des téléfilms. En 2015, il crée avec Franck Thilliez la série Alex Hugo pour France 2.
Il écrit et réalise son premier film Azad en 2008 pour la collection Identités de France 2. Ce téléfilm raconte l'histoire d'un jeune homme travaillant dans le milieu de la bande dessinée qui prépare un roman graphique (Azad) pour retracer l’histoire de son grand-père et du génocide arménien. Cette histoire lui a été inspirée par le manuscrit laissé par son véritable grand-père Krékor Kandarian, décrivant son voyage vers la France pour fuir le génocide arménien de 1915.
En 2015 sort son premier roman Quelque part avant l'enfer aux éditions Scrinéo puis La nuit n'est jamais complète, un thriller en huis clos dans les sables du désert. Il partage ses activités entre l'écriture de roman et le scénario. En 2016, il signe aux éditions Calmann Levi et publie Toxique, puis Fantazmë, deux polars introduisant le personnage de Tomar Khan, commandant à la brigade criminelle parisienne.

## Œuvres

### Bande dessinée

#### One shot
- L'Anatomiste, Soleil Productions, Latitudes, 2005[2]
Scénario : Nicolas Tackian et Stéphane Miquel - Dessin et couleurs : Loïc Godart
- Rage, Soleil Productions, Fusions, 2007[3]
Scénario : Nicolas Tackian - Dessin et couleurs : Lim kwang Mook

### Romans
- Quelque part avant l'enfer, Scrinéo, 2015, 320 p. (ISBN 978-2-36740-204-8)Prix du public des bibliothèques et médiathèques du grand Cognac, Festival Polar de Cognac[8]
- La nuit n'est jamais complète, Scrinéo, 2016, 265 p. (ISBN 978-2-36740-396-0)Prix Polar Sud-Ouest 2017, Festival Lire en poche de Gradignan[9]
- Toxique, Calmann-Lévy, 2017, 306 p. (ISBN 978-2-70216-091-6)
- Fantazmë, Calmann-Lévy, 2018, 300 p. (ISBN 978-2-70216-280-4)
- Avalanche Hôtel, Calmann-Lévy, 2019, 270 p. (ISBN 978-2-70216-329-0)
- Celle qui pleurait sous l'eau[10], Calmann-Lévy, 2020, 250 p. (ISBN 978-2-70216-624-6)
- Solitudes[11], Calmann-Lévy, 2021, 252 p. (ISBN 978-2-70216-625-3)
- Respire[12], Calmann-Lévy, 2022, 324 p. (ISBN 978-2-70216-626-0)
- La Lisière, Calmann-Lévy, 2023 , 350p.  (ISBN 9782702184004)
- Triangle noir, Calmann-Lévy, mars 2024, 400 p. (ISBN 9782702184011)
- La Menace, Calmann-Lévy, mars 2025, 400 p. (ISBN 9782702191606)

### Nouvelles
- Il faut sauver le soldat Ryan in Le Pire des Noëls, éditions Le livre de poche (2024)
- Madame Matheson in La Nouvelle du lendemain, anthologie numérique organisée pendant le confinement par la Ligue de l’Imaginaire, le festival Lisle noir et Cultura (2020)[13]

## Filmographie

### En tant que scénariste

#### Séries télévisées
- 2009 : La Cour des grands (saison 2, épisode 3 : Enzo et Simon)
- 2011 : Le Repaire de la vouivre (3 épisodes, dialogue)
- 2012 : Inquisitio (6 épisodes)
- 2012 : Main courante (saison 1, épisode 6 : Dérapages)
- 2012-2013 : Mon histoire vraie (20 épisodes)
- depuis 2015 : Alex Hugo (21 épisodes)

#### Téléfilms
- 2009 : Cet été-là d'Élisabeth Rappeneau
- 2010 : Azad de lui-même
- 2011 : La Part des anges de Sylvain Monod
- 2014 : Couvre-feu d'Harry Cleven
- 2018 : Roches Noires de Laurent Dussaux
- 2021 : Deep Fear de Grégory Beghin

### En tant que réalisateur

#### Téléfilm
- 2009 : Azad de Nicolas Tackian

## Distinctions

### Récompenses
- Meilleure fiction de deuxième partie de soirée au Festival de la fiction TV de La Rochelle 2009 pour Azad[14].

- Best Feature Film au POM Festival (Toronto) 2012 pour Azad[15].
- Best Feature Awardau ARPA Festival (Los Angeles) 2012 pour Azad[16].

### Sources internet
- Interview de Nicolas Tackian sur ActuSF (avril 2008)
- Les Rencontres de la BD : Nicolas Tackian sur France 5